# Legio I Parthica

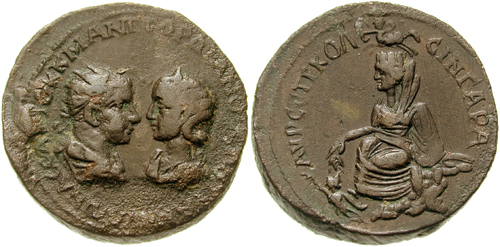
Il simbolo della I Parthica era un centauro, rappresentato nel rovescio di questa moneta coniata a Singara sotto Gordiano III.

La Legio I Parthica era una legione romana creata nel 197 dall'Imperatore Settimio Severo. La presenza della legione nel Medio Oriente è accertata sino agli inizi del V secolo.
Le legioni I, II, e III Parthica furono arruolate da Settimio Severo per la sua campagna contro l'Impero dei Parti: la I e la III furono formate con i coscritti siriani che avevano fatto parte dell'esercito di Pescennio Nigro e che erano rimasti senza unità dopo la sua sconfitta nel 194. Dopo il successo di questa campagna, le legioni I e III Parthica rimasero nella regione, nel campo di Singara (Sinjar, odierno Iraq), in Mesopotamia, per prevenire ribellioni ed eventuali attacchi dall'Impero dei Parti.
Sotto il regno di Filippo l'Arabo la legione ricevette il titolo onorifico di Philippiana. I legionari della I Parthica erano di solito mandati in altre province, cioè Licia, Cilicia e Cirenaica. Nel 360, la I Parthica fallì nel difendere il suo accampamento contro un attacco dei Sasanidi; dopo la sconfitta la legione fu posta di stanza a Constantina (nell'attuale Turchia), dove se ne fa menzione fino al V secolo.